# Espaon
Espaon ist eine französische Gemeinde mit 186 Einwohnern (Stand 1. Januar 2022) im Département Gers in der Region Okzitanien (vor 2016: Midi-Pyrénées). Sie gehört zum Arrondissement Auch und zum Kanton Val de Save. Die Einwohner werden Espaonais und Espaonaises genannt.

## Geographie
Espaon liegt circa 33 Kilometer südöstlich von Auch in der Région naturelle Comminges an der Grenze zum Département Haute-Garonne.
Umgeben wird Espaon von den sechs Nachbargemeinden:
| Sauveterre | Lombez                                      | Montadet |
| Cadeillan  | Kompassrose, die auf Nachbargemeinden zeigt | Garravet |
|            | Mirambeau (Haute-Garonne)                   |          |

### Gewässer
Espaon liegt im Einzugsgebiet des Flusses Garonne.
Die Save ist ein Nebenfluss der Garonne und bildet die natürliche Grenze zu den westlichen Nachbargemeinden Cadeillan und Sauveterre. Nebenflüsse der Save durchqueren das Gebiet der Gemeinde, die Gesse und der Ruisseau Ruisseau d’en Courneil.

## Geschichte
Das Dorf befand sich in den Ursprüngen an einer Straße in gallorömischer Zeit, deren Überbleibsel heute noch zu erkennen sind.

## Einwohnerentwicklung
Nach Beginn der Aufzeichnungen stieg die Einwohnerzahl bis zur Mitte des 19. Jahrhunderts auf einen Höchststand von rund 490. In der Folgezeit sank die Größe der Gemeinde bei zwischenzeitlichen Erholungsphasen bis zur Jahrtausendwende auf ihren tiefsten Stand von rund 145 Einwohnern, bevor sich eine Wachstumsphase einstellte, die sie auf ein Niveau von rund 190 Einwohnern hob.
| Jahr                       | 1962 | 1968 | 1975 | 1982 | 1990 | 1999 | 2006 | 2011 | 2020 |
| Einwohner                  | 196  | 189  | 162  | 167  | 161  | 146  | 189  | 190  | 186  |
| Quellen: Cassini und INSEE |      |      |      |      |      |      |      |      |      |

## Sehenswürdigkeiten

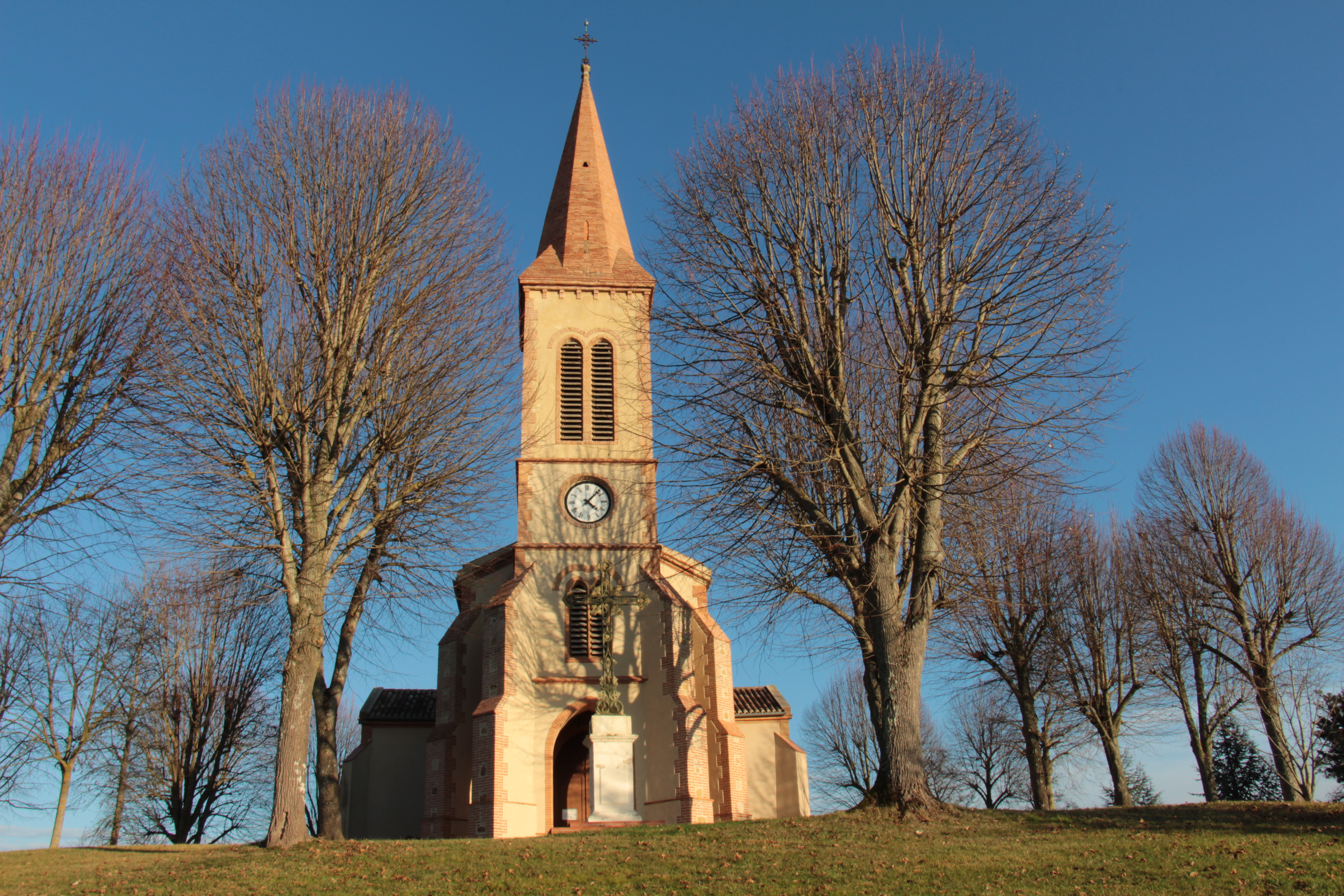
Pfarrkirche Saint-Saturnin

- Pfarrkirche Saint-Saturnin aus dem 16. Jahrhundert. Sie birgt ein Vortragekreuz aus Silber und Holz aus dem 16. Jahrhundert. es stammt ursprünglich aus der Kathedrale in Lombez und ist seit dem 22. Juli 1971 als Monument historique der Objekte klassifiziert.[3][4]

## Wirtschaft und Infrastruktur
Die Landwirtschaft ist einer der wichtigsten Wirtschaftsfaktoren der Gemeinde.

### Verkehr
Espaon ist über die Routes départementales 202, 265, 537 (Haute-Garonne: 81) und 632, die ehemalige Route nationale 632, erreichbar.

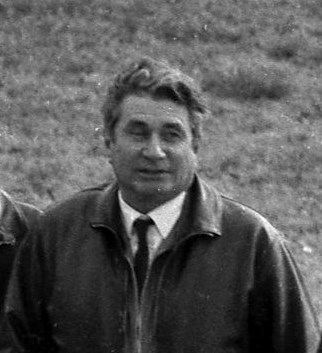
Jacques Guignard nach dem Erstflug der Concorde

## Persönlichkeiten
Jacques Guignard, geboren am 18. Juni 1920 in Orléans, gestorben am 13. Oktober 1981 in Espaon, war ein französischer Kampf- und Testpilot. im Zweiten Weltkrieg floh er nach England, um zunächst für die französische Exilregierung als Jagdpilot zu kämpfen. Später wurde er Testpilot und nahm unter anderem am 2. März 1969 als Co-Pilot am Erstflug der Concorde teil.